# Thomas Tuchel
Thomas Tuchel (ur. 29 sierpnia 1973 w Krumbach) – niemiecki piłkarz, występował na pozycji obrońcy, trener piłkarski.

## Kariera klubowa
Tuchel jako junior grał w zespołach TSV Krumbach oraz FC Augsburg. W 1992 trafił do Stuttgarter Kickers z 2. Bundesligi. Zadebiutował w niej 22 lipca 1992 w przegranym 0:2 pojedynku z Chemnitzer FC. Przez dwa lata w barwach Kickers rozegrał osiem spotkań. W 1994 odszedł do SSV Ulm 1846 z Regionalligi Süd. W 1998 zakończył tam karierę.

## Kariera reprezentacyjna
Tuchel jest byłym reprezentantem Niemiec U-18.

## Kariera trenerska
Karierę jako trener rozpoczął w drużynie U-15 zespołu VfB Stuttgart. Następnie trenował juniorów FC Augsburg, a także 1. FSV Mainz 05. W 2009 został szkoleniowcem pierwszej drużyny Mainz, grającej w Bundeslidze. Jako trener w lidze tej zadebiutował 8 sierpnia 2009 w zremisowanym 2:2 pojedynku z Bayerem 04 Leverkusen.
19 kwietnia 2015 ogłoszono, iż 1 lipca 2015 obejmie funkcję trenera Borussii Dortmund, zastępując na tym stanowisku Jürgena Kloppa. 30 maja 2017 klub poinformował o zwolnieniu Tuchela z funkcji trenera Borussii Dortmund. Przyczyną był konflikt między trenerem a władzami klubu. Od 14 maja 2018 do 24 grudnia 2020 był trenerem francuskiego Paris Saint Germain.
25 stycznia 2021 został trenerem londyńskiej Chelsea, zastępując na tym stanowisku Franka Lamparda. 4 miesiące później, 29 maja 2021 wygrał z The Blues Ligę Mistrzów, pokonując w finale Manchester City 1:0. Niemiec dołożył do tego wygrane w Superpucharze UEFA (6:5 w karnych z Villareal 11 sierpnia 2021) oraz triumf w Klubowych Mistrzostwach Świata (12 lutego 2022 z Palmeiras 2:1).
7 września 2022 po słabym początku sezonu Tuchel został zwolniony z funkcji trenera Chelsea.
24 marca 2023 został ogłoszony trenerem najbardziej utytułowanego niemieckiego klubu – Bayernu Monachium. Kontrakt miał obowiązywać do 30 czerwca 2025, jednak ten został rozwiązany wraz z końcem sezonu 2023/24 na prośbę trenera. 
16 października 2024 roku angielska federacja ogłosiła, że Niemiec zostanie nowym selekcjonerem tamtejszej reprezentacji z dniem 1 stycznia 2025 roku, zmieniając na tym stanowisku tymczasowego selekcjonera Lee Carsleya.

## Statystyki

### Trener
Aktualne na 30 czerwca 2024.
| Zespół              | Od               | Do              | Statystyka | Statystyka | Statystyka | Statystyka | Statystyka |
| Zespół              | Od               | Do              | M          | W          | R          | P          | % W        |
| ------------------- | ---------------- | --------------- | ---------- | ---------- | ---------- | ---------- | ---------- |
| FC Augsburg II      | 1 lipca 2007     | 30 czerwca 2008 | 34         | 20         | 8          | 6          | 58,82      |
| 1. FSV Mainz 05     | 3 sierpnia 2009  | 11 maja 2014    | 184        | 72         | 46         | 66         | 39,13      |
| Borussia Dortmund   | 29 czerwca 2015  | 30 maja 2017    | 107        | 67         | 23         | 17         | 62,62      |
| Paris Saint-Germain | 14 maja 2018     | 24 grudnia 2020 | 127        | 95         | 13         | 19         | 74,80      |
| Chelsea             | 26 stycznia 2021 | 7 września 2022 | 100        | 60         | 24         | 16         | 60,00      |
| Bayern Monachium    | 24 marca 2023    | 30 czerwca 2024 | 61         | 37         | 8          | 16         | 60,66      |
| Łącznie             | Łącznie          | Łącznie         | 603        | 346        | 120        | 137        | 57,38      |

## Osiągnięcia

### Trener
Borussia Dortmund
- Puchar Niemiec: 2016/17

Paris Saint-Germain
- Mistrzostwo Francji: 2018/19, 2019/20
- Puchar Francji: 2019/20
- Puchar Ligi Francuskiej: 2019/20
- Superpuchar Francji: 2018, 2019

Chelsea F.C.
- Liga Mistrzów: 2020/2021
- Superpuchar UEFA: 2021
- Klubowe mistrzostwo świata: 2021

### Bayern Monachium
- Mistrzostwo Niemiec: 2022/23